# Tricentra fulvifera
Tricentra fulvifera är en fjärilsart som beskrevs av Paul Dognin 1908. Tricentra fulvifera ingår i släktet Tricentra och familjen mätare. Inga underarter finns listade i Catalogue of Life.